# Molkomssjön
Molkomssjön är en sjö i Karlstads kommun i Värmland och ingår i Göta älvs huvudavrinningsområde. Sjön är 12,5 meter djup, har en yta på 5,13 kvadratkilometer och befinner sig 66,1 meter över havet. Sjön avvattnas av vattendraget Alstersälven (Alsterälven). Vid provfiske har en stor mängd fiskarter fångats, bland annat abborre, björkna, braxen och gärs.

## Delavrinningsområde
Molkomssjön ingår i det delavrinningsområde (660771-138284) som SMHI kallar för Utloppet av Molkomssjön. Medelhöjden är 92 meter över havet och ytan är 34,86 kvadratkilometer. Räknas de 18 avrinningsområdena uppströms in blir den ackumulerade arean 179,32 kvadratkilometer. Alstersälven (Alsterälven) som avvattnar avrinningsområdet har biflödesordning 2, vilket innebär att vattnet flödar genom totalt 2 vattendrag innan det når havet efter 263 kilometer. Avrinningsområdet består mestadels av skog (38 procent), öppen mark (10 procent) och jordbruk (22 procent). Avrinningsområdet har 5,13 kvadratkilometer vattenytor vilket ger det en sjöprocent på 14,7 procent. Bebyggelsen i området täcker en yta av 1,76 kvadratkilometer eller 5 procent av avrinningsområdet.

## Fisk
Vid provfiske har följande fisk fångats i sjön:
- Abborre
- Björkna
- Braxen
- Gärs
- Gädda
- Gös
- Lake
- Löja
- Mört
- Nors

## Bilder

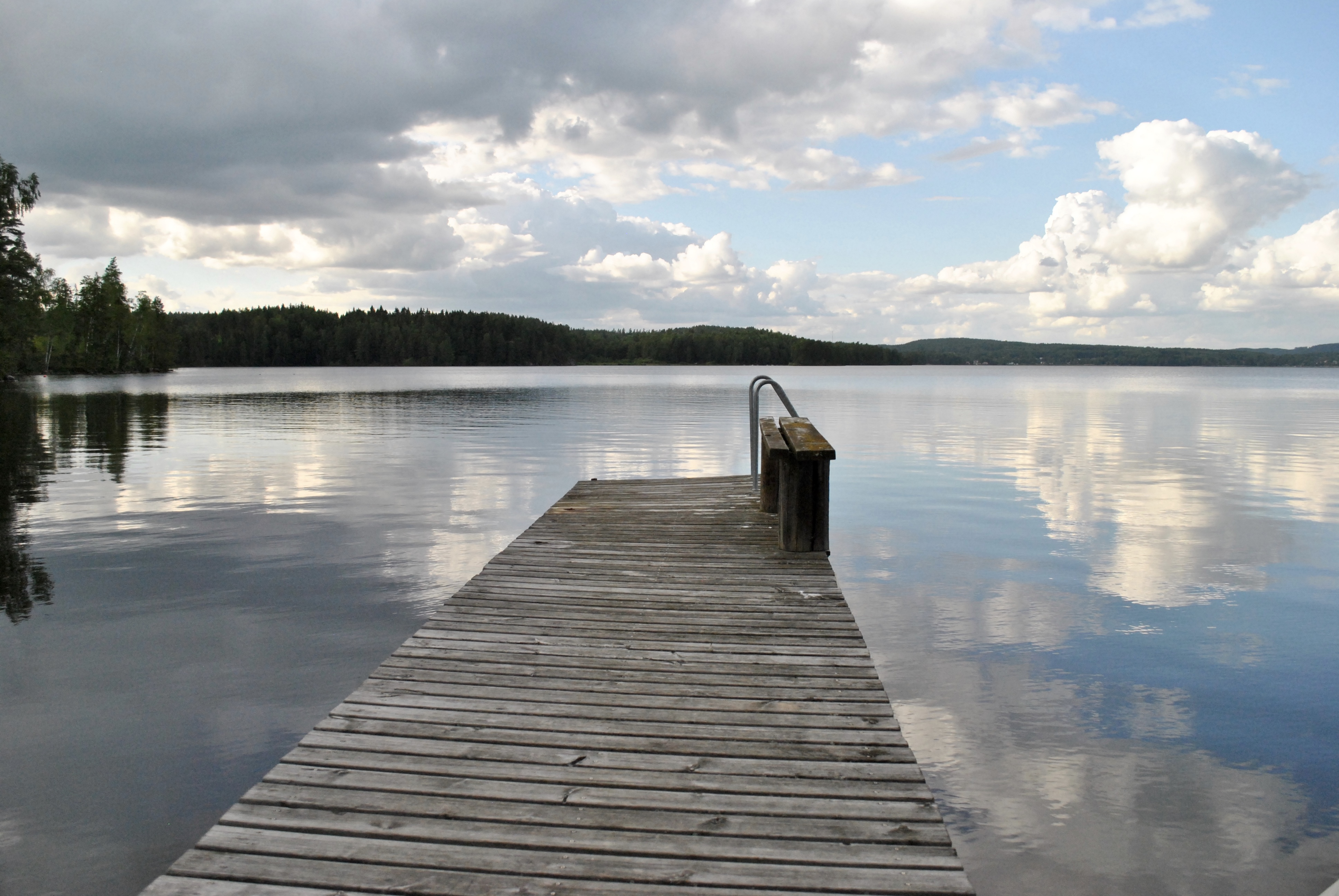
Molkomssjön, Bryggan vid Norum, en kväll i juli 2017.
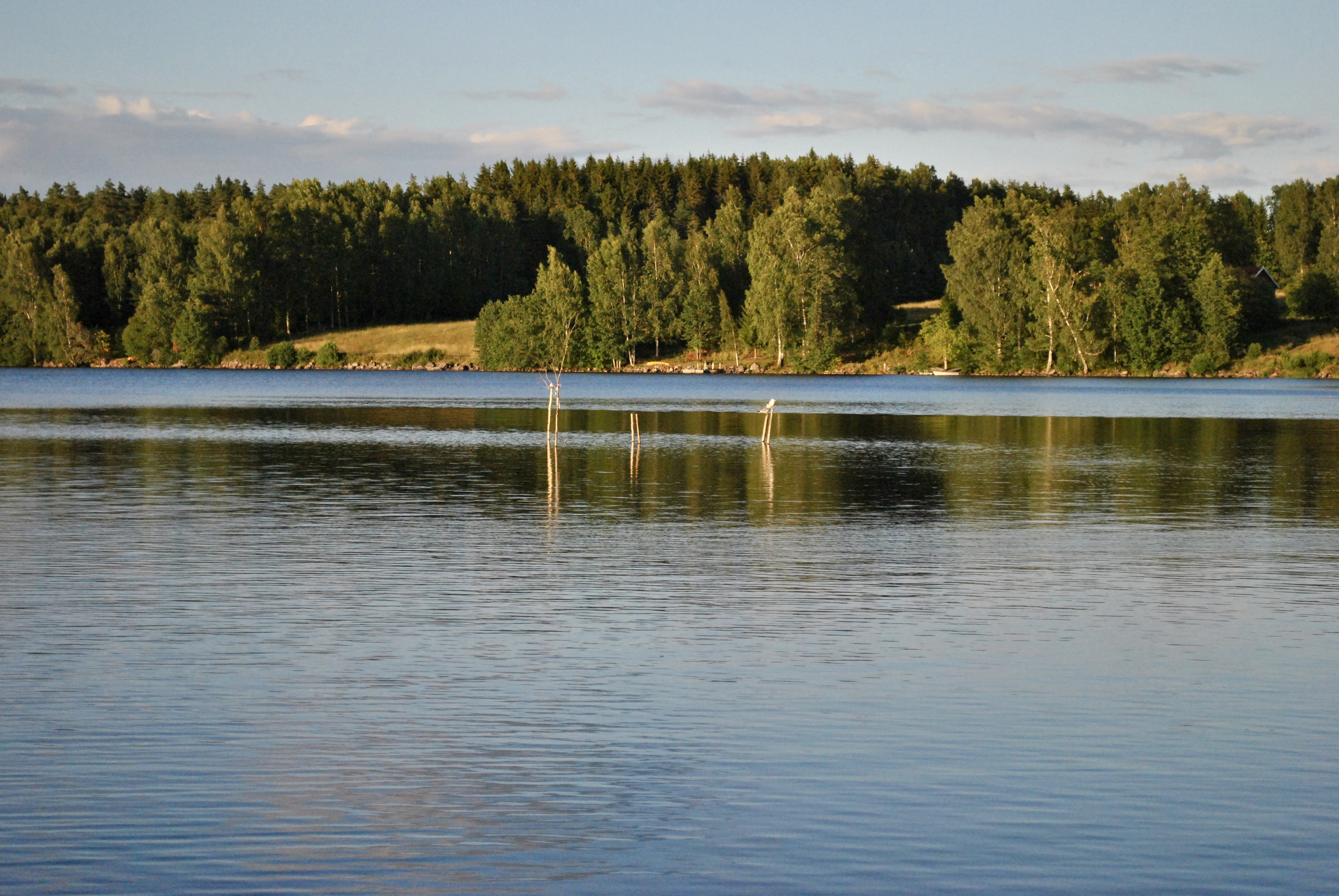
Molkomssjön, utsikt från bryggan vid Norum mot Ås, en kväll i juli 2017.
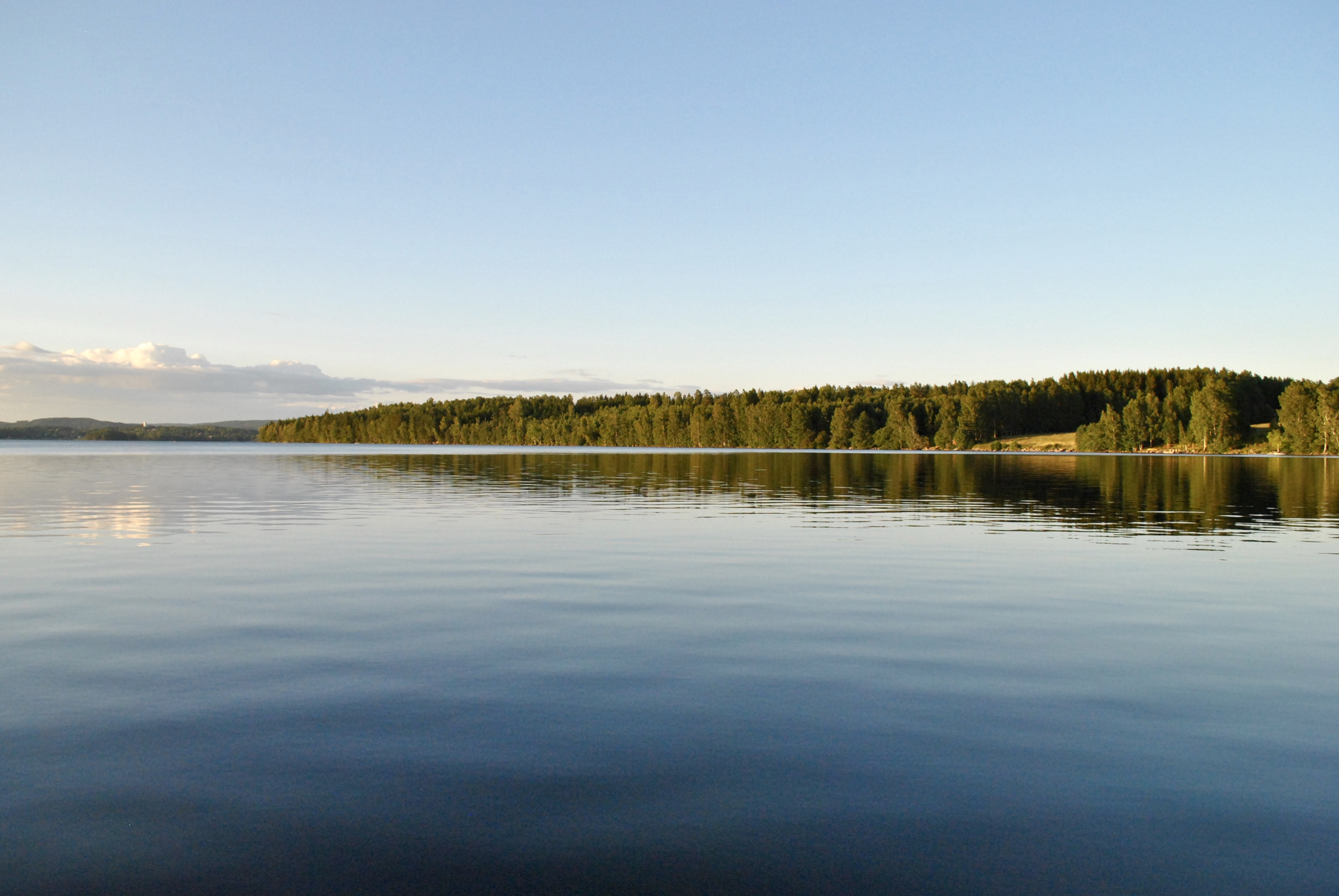
Molkomssjön, utsikt från söder från bryggan vid Norum, en kväll i juli 2017.